# Молинас, Аарон
Аарон Николас Молинас (исп. Aaron Nicolás Molinas; род. 2 августа 2000, Ломас-де-Мирадор, Буэнос-Айрес) — аргентинский футболист, полузащитник клуба «Тигре». 

## Клубная карьера
Молинас — воспитанник клуба «Бока Хуниорс». 17 июля 2021 года в матче против «Унион Санта-Фе» он дебютировал в аргентинской Примере. В начале 2023 года Молинас на правах аренды перешёл в «Тигре». 4 февраля в матче против «Росарио Сентраль» он дебютировал за новую команду. 22 июня в поединке против «Велес Сарсфилд» Аарон забил свой первый гол за «Тигре». 